# Улрих фон Вюртемберг
Улрих фон Вюртемберг (на немски: Ulrich von Württemberg, * сл. 1340, † 23 август 1388 в битката при Дьофинген) е граф на Вюртемберг от 1344 до 1392 г.
Той е единственият син на граф Еберхард II (1315 – 1392) и на графиня Елизабет фон Хенеберг-Шлойзинген (1319 – 1389). Сестра му Софи (1343 – 1369) се омъжва на 16 декември 1361 г. в Щутгарт за херцог Жан I от Лотарингия (Дом Шатеноа).
През 1362 г. Улрих се жени за Елизабет Баварска (1329 – 1402) от род Вителсбахи, най-възрастната дъщеря на император Лудвиг IV и Маргарета I Холандска. Двамата имат син, по-късният граф Еберхард III фон Вюртемберг (1364 – 1417).
След смъртта на чичо му Улрих IV през 1366 г. той управлява заедно с баща си Еберхард II. Двамата успяват да се спасят през 1367 г. при атентат от граф Волф фон Еберщайн. През 1380 г. Улрих влиза в „Лъвския съюз“ на благородниците против градовете, основан малко преди това. На 23 август 1388 г. той ръководи войска против „Швабския градски съюз“ (основан 1376) и други благородници в битката при Дьофинген и загива, преди да дойде баща му с главната войска и победата на Вюртемберг.
На 500-годишнина от смъртта на Улрих през 1888 г. при Дьофинген е поставен 1,50 м. висок споменателен паметник от червен пясъчен камък.